# Bulle (Friburg)
Bulle és un municipi suís del cantó de Friburg, cap del districte de la Gruyère. Es tracta de la segona ciutat més gran del cantó.
Al municipi hi va néixer l'alpinista Erhard Loretan.